# Reacció d'Ivanov
La reacció d'Ivanov és una reacció química dels dianions (endiolats) dels Ar de l'àcid acètic (reactius d'Ivanov) amb electròfils, principalment compostos de carbonils o isocianats. La reacció va ser nomenada en honor del químic orgànic búlgar Dimitar Ivanov Popov (1894–1975), qui la va descobrir el 1931.

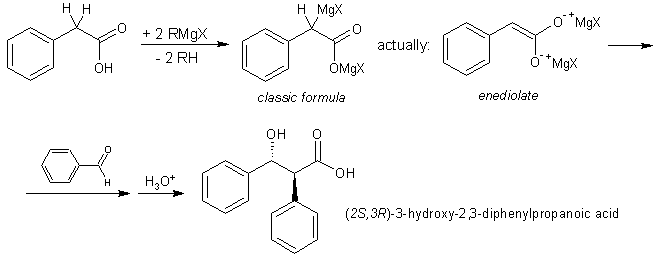
La reacció d'Ivanov

Els reactius d'Ivanov reaccionen amb molts electròfils, com ara aldehids, isocianats, cetones i haloalcans.
El producte no sol entrar en descarboxilació espontàniament, però és possible amb alguns reactius. La reacció d'Ivanov es coneix a procedir a través del model de l'estat de transició de Zimmerman-Traxler.